# Процес «МОГИФЛОК»
Процес «МОГИФЛОК» — спеціальний спосіб збагачення корисних копалин, спосіб селективної масляної агрегації вугілля, місточкової гідрофобної флокуляції, розроблений наприкінці 1970-х — на початку 1980-х років Інститутом збагачення твердого палива (ИОТТ) у місті Люберці, Московської області. Розробники — М. А. Борц, В. Острий.

Рис. 1 — Пілотна установка процесу «МОГИФЛОК» на Жильовській дослідно-промисловій збагачувальній фабриці. а) загальна схема: 1 — вихідне вугілля; 2 — подрібнювач; 3 — змішувач; 4 — контактний апарат; 5 — розділювальний апарат; 6 — віброгрохот; 7 — фільтрувальна центрифуга; 8 — апарат регенерації масляного агенту;
9 — вода: додатковий масляний агент; 10 — коагулянт; 11 — первинні відходи; 12 — відходи у відвал; 13 — концентрат; 14 — фугат; 15 — вода з рН-регулятором; б) контактний апарат: 1 — масло; 2 — пульпа; 3 — продукт агломерації; 4 — корпус; 5 — статор; 6 — турбінна мішалка; 7 — косі шайби; 8 — регулююча заслінка.

Спосіб призначений для регенерації шламових вод вугільнозбагачувальних фабрик. Першу пілотну установку було споруджено на Жильовський дослідно-промисловій збагачувальній фабриці. Продуктивність першої установки становила до 100 кг/год. Установка вирішувала наступні завдання:
- акумулювання шламу вугілля у бункері;
- сухе подрібнення в кульовому млині (клас −0,074 мм, крупність 95%);
- приготування суспензій з добавкою рН-регулятора;
- агітацію водо-вугле-масляної суспензії;
- обезводнення вуглемасляних агрегатів на віброгрохоті та фільтрувальній центрифузі;
- очистка відходів від масел[1].

На установці проведено випробовування технології «МОГИФЛОК» на високодисперсних (90-95% класу −0,074 мм) вугільних шламах зольністю 17-42% з вугілля марок К та ОС. Найкращі результати показали 20% шлам при Qм=8-12 мас.% і 40% шлам при Qм=10-20 мас.%. Зольність концентрату становила 8-15%, відходів — 60-82%. Вологість концентрату 30-35%.
Метод «МОГИФЛОК» може бути використано на збагачувальних фабриках невеликої потужності для виведення мулів з водношламової системи, що одночасно покращить роботу флотаційно-фільтраційної дільниці.